# Riera de Gaià
|  | Pel que fa al municipi del Tarragonès, vegeu la Riera de Gaià |

La riera de Gaià és una riera del Vallès Occidental que neix al vessant sud de la serra de l'Obac, al terme municipal de Terrassa. Passa pel terme de Viladecavalls, a l'est del poble, on a l'extrem sud rep la riera de Sant Jaume. A partir d'aleshores també és anomenada riera del Morral del Molí, desemboca al riu Llobregat per l'esquerra, a prop de Martorell, ja al límit amb el Baix Llobregat.
La capçalera de la conca que formarà el torrent de Gaià i que aïgues avall esdevindrà riera està delimitada per la carena del Guitard, la collada de l'Obac, els Alts de la Pepa, els Morros Curts, la serra de les Pedritxes i la serra del Troncó. Entre la Torrota de l'Obac i el turó del Queixal (766 m) davalla el torrent de la Serra Llarga o de Ferreres; a partir d'on rep el torrent Maleït i hi ha els Caus del Guitard s'anomena torrent dels Caus, i rep els torrents del Pi Bonic, el de les Foradades i el de la Font del Troncó; a partir del torrent de la Font de la Pedra, poc abans del mas del Guitard, s'anomena torrent de Gaià i rep el torrent de la Font de l'Àlber i, ja com a riera de Gaià, els torrents de la Font de la Teula i el de la Roca. A partir d'aqui rep els torrents del Llor, el de Sant Miquel, el del Salt, el Fondo, el d'en Cintet i el del Frare. En ajuntar-se amb la riera de Sant Jaume passa a denominar-se riera del Morral del Molí fins que arriba al riu Llobregat.
L'element més característic de la riera de Gaià són els Caus del Guitard, una surgència o font de grans proporcions que només raja en comptades ocasions, després de precipitacions que superin els 200 litres per m². És un indret freqüentat pels ciutadans de Terrassa, especialment quan s'escampa la notícia que els Caus ragen, tot un espectacle de la natura. L'última vegada que rejaren fou el 2018, 14 anys després de la darrera el 2004.
Aigües avall del mas de can Guitard hi havia el pantà de la Xoriguera, construït el 1898 per la Mina d'Aigües de Terrassa per al subministrament d'aigua a la ciutat. La paret de la presa va ser destruïda per un aiguat el 24 de febrer del 1944.